# Lagune de Courlande
La lagune de Courlande (en lituanien : Kuršių marios ; en allemand : Kurisches Haff, en russe : Куршский залив), qui s'étend sur une partie du littoral de la mer Baltique, est à cheval sur le territoire de la Lituanie et celui de l'exclave russe de l'oblast de Kaliningrad. Les bras du delta du Niémen, dont l'Atmata et la Skirvytė à hauteur de Rusnė, viennent s'y déverser.  Le golfe est refermé sur la haute mer par l'isthme de Courlande percé à son extrémité nord par une passe maritime, le détroit de Memel, où s'est édifié au Moyen Âge le port de mer prussien de Memel (aujourd'hui Klaipėda en Lituanie).
La surface totale de la lagune de Courlande est de 1 584 km2, dont 415 km2 appartiennent aux eaux territoriales lituaniennes, le reste allant à la Russie. La profondeur moyenne n'est que de 3,80 m, avec un maximum à 5,80 m. La salinité maximum est de 8 ‰.